# Гимназија „20. октобар” Бачка Паланка
Гимназија „20. октобар“ је прва и једина Гимназија у Бачкој Паланци.

## Историјат
На преласку из XIX у XX век Грађанска школа у Бачкој Паланци добила је своју прву зграду. У тој згради почела је рад, пола века касније основана, Гимназија.
Гимназија у Бачкој Паланци званично је основана 17. јануара 1945. године. Почела је рад са 344 ученика, као непотпуна мешовита гимназија. Имала је званичан назив „Државна реална гимназија“ Бачка Паланка.
Од 1948. то је потпуна, мешовита гимназија, до данас, са свим променама кроз које је прошао образовни систем у земљи.
Реформом из 1975. године Гимназија је трансформисана у Центар за друштвене делатности.
Од 1990. године поново је постала Гимназија општег типа.

## Гимназија данас
Данас школу похађа преко 500 ученика у 20 одељења:
- Општег типа
- Друштвено-језичког типа

Наставнички колектив чини више од 40 наставника. Опремљени су кабинети за биологију, физику, хемију, музичку културу, три кабинета за информатику, фискултурна сала.
Школска библиотека - медијатека располаже фондом од преко 5000 књига од чега је један број на страним језицима.
Опремљена је добром стручном и методичком литературом, као и електронском опремом која омогућује припрему квалитетне наставе.

## Занимљивости
- Гимназија ради у пространој згради коју користи заједно са Средњом стручном школом „Др Радивој Увалић“.
- У Гимназији се сваке године одржава поетски конкурс „Мика Антић“. У њему учествује и преко 150 песника широм Србије[1][2].
- Гимназија има и свој клуб младих, као и дебатни клуб[3].
- У Гимназији постоје разне секције као што су географска, глумачка, новинарска и ликовна секција.